# Puliyur
Puliyur é uma panchayat (vila) no distrito de Kapur, no estado indiano de Tamil Nadu.

## Geografia
Puliyur está localizada a 10° 38′ N, 78° 50′ L. Tem uma altitude média de 106 metros (347 pés).

## Demografia
Segundo o censo de 2001,  Puliyur  tinha uma população de 10,845 habitantes. Os indivíduos do sexo masculino constituem 51% da população e os do sexo feminino 49%. Puliyur tem uma taxa de literacia de 69%, superior à média nacional de 59.5%: a literacia no sexo masculino é de 79% e no sexo feminino é de 59%. Em Puliyur, 10% da população está abaixo dos 6 anos de idade.